# The Queen of Basketball
The Queen of Basketball ist ein mit dem Oscar ausgezeichneter US-amerikanischer Kurz-Dokumentarfilm über die Basketballspielerin Lusia Harris aus dem Jahr 2021. Regie führte Ben Proudfoot.

## Handlung
Der Kurz-Dokumentarfilm zeichnet die Karriere von Lusia Harris nach. Sie erzählt über ihr Leben, dabei werden Archiv-Aufnahmen gezeigt.
Er beginnt bei ihren Anfängen, als kleines Mädchen, wie sie davon träumt Basketballspielerin zu werden. Es folgen die Jahre als Basketballspielerin in der High School und an der Delta State University. Höhepunkt ihrer Karriere war die Teilnahme an den Olympischen Sommerspielen 1976, wo sie mit ihrem Team bei der allerersten Damen-Basketball-Austragung die Silbermedaille holte. Zu jener Zeit gab es noch keine Women’s National Basketball Association, so beendete sie ihre Karriere nach dem College. Überraschend wurde sie die erste Frau, die einen NBA-Draft erhielt. Sie lehnte jedoch ab, weil sie sich für nicht gut genug hielt. Stattdessen trainierte sie an ihrer High School Schüler in Basketball und gründete eine Familie. Heute sitzt sie im Rollstuhl.
In der Dokumentation berichtet sie auch offen über ihre Bipolare Störung.

## Hintergrund
Regisseur Ben Proudfoot besuchte die damals 66-jährige Lusia Harris bei einem Road-Trip von Los Angeles nach Greenwood, Mississippi im Juli 2020 mitten während der COVID-19-Pandemie in den Vereinigten Staaten zusammen mit seinem Kameramann Brandon Sommerhalder. Sie drehten das Interview an einem Tag.
Nicholas Jacobson-Larson verwendete für die Musik Gloria von Antonio Vivaldi als Hauptthema und unterlegte es mit einer Drumline.
Der Film gewann bei der  Oscarverleihung 2022  einen Oscar in der Kategorie Bester Dokumentar-Kurzfilm. Für Regisseur Ben Proudfoot war es bereits die zweite Nominierung nach A Concerto Is a Conversation im Vorjahr.
Einer der Koproduzenten des Films ist Shaquille O’Neal, der sich den Film ansah und von der Story so gerührt war, dass er den Film finanziell unterstützte und Werbung machte.
Harris verstarb kurz nach der Veröffentlichung am 18. Januar 2022.